# Rathenaupark (Bad Salzungen)
Der Rathenaupark ist eine nach Walther Rathenau benannte Parkanlage im Zentrum der Stadt Bad Salzungen im Wartburgkreis in Thüringen.

## Lage
Der Park liegt auf der südlich des Burgsees angrenzenden Anhöhe Seeberg im südlichen Stadtzentrum von Bad Salzungen. Westlich liegen das Landratsamt des Wartburgkreises und katholische Kirche St. Andreas an der Erzberger Allee, südlich grenzt das in den 1990er Jahren entstandene Wohngebiet Schanzhohle an.

## Geschichte
Die Geschichte des Parks geht einher mit der Entwicklung Bad Salzungens zur Kurstadt. 1827 gründete sich die Seeberggesellschaft, die am Seeberg südlich des Burgsees ein Bürgercasino, am Standort der heutigen Kurklinik Maria am See, errichtete sowie den südlich an den See angrenzenden Seeberg gestaltete und bepflanzte. Mit der Errichtung des Kurhauses 1850/1851 entstand die Promenade um den Burgsee herum. 1880 wurde die Parkanlage nach Westen bis an die Kaiserallee (heute: Erzberger Allee) erweitert und der Park erreichte um 1900 seine heutige Ausdehnung.
Nach dem Zweiten Weltkrieg erhielt der Park seinen Namen Rathenaupark. 1984 wurde das Planetarium Bad Salzungen als Teil der dort vorhandenen Station Junger Naturforscher und Techniker im Ostteil des Parks errichtet, 1996 eine große Kurklinik am Ostrand des Parks an Stelle des ehemaligen Schlachthofes.
Im September 2021 begannen Arbeiten zur Aufwertung und Neugestaltung des Rathenauparks. Den Maßnahmen waren kontroverse Diskussionen um den Erhalt des Baumbestandes vorausgegangen. Im Zuge der Maßnahme wurde das Wegenetz neu geordnet, die Denk- und Mahnmale renoviert und ein Spielplatz geschaffen. Auch das Umfeld des benachbarten Planetariums wurde in die Umgestaltung mit einbezogen und hierfür die Ruine der früheren Station Junger Naturforscher und Techniker abgerissen. Der sanierte Park wurde im Frühjahr 2023 eröffnet.

## Spielplatz
Der Spielplatz im Rathenaupark wurde 1992 eingerichtet und im Zuge der Sanierung unter dem Themenschwerpunkt „Salzspielplatz“ neu gestaltet.

## Denkmale und Kunstwerke im Park
Der Park ist mit einer Reihe von Gedenksteinen und Denkmalen bestückt:
- Denkmal für die Kriegstoten, errichtet 1904
- Denkmal für Ludwig Wucke, errichtet 1911
- Mahn- und Gedenkstätte für die „Opfer des Faschismus“, errichtet 1954–59
- Gedenkstein des BdV für die „Opfer der Vertreibung“, errichtet 1995

Das Denkmal für die Salzunger Gefallenen im Deutsch-Französischen Krieg wurde am 23. Oktober 1904 in der damaligen städtischen Parkanlage eingeweiht und wurde in den darauf folgenden 100 Jahren noch dreimal aktualisiert. Jeweils nach dem Ersten und dem Zweiten Weltkrieg wurden zusätzlich die dabei gefallenen Soldaten in die Erinnerung einbezogen. Seinen letzten Stand erhielt das Kriegerdenkmal nach der Deutschen Wiedervereinigung und ist seitdem den Opfern aller Kriege gewidmet.
Die Mahn- und Gedenkstätte für die Opfer des Faschismus wurde ab 1954 auf einer 22 × 30 m großen Fläche nach einem Entwurf des Bildhauers Erich Wurzer im Auftrag der SED-Kreisleitung Bad Salzungen errichtet.
Im Park befinden sich mehrere Holzskulpturen, die bei den regelmäßig stattfindenden Bad Salzunger Holzbildhauersymposien geschaffen wurden. 

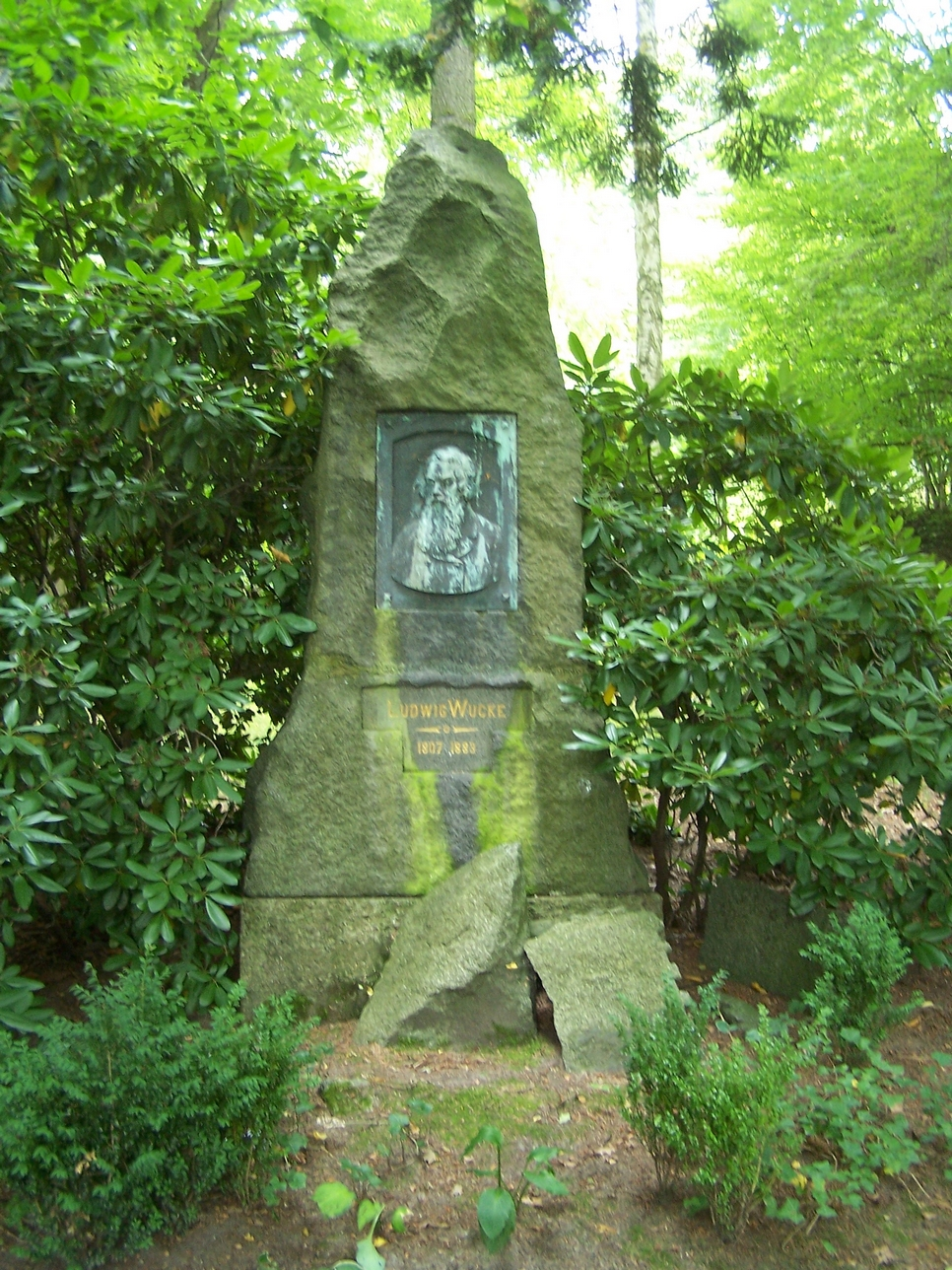
Wucke-Denkmal
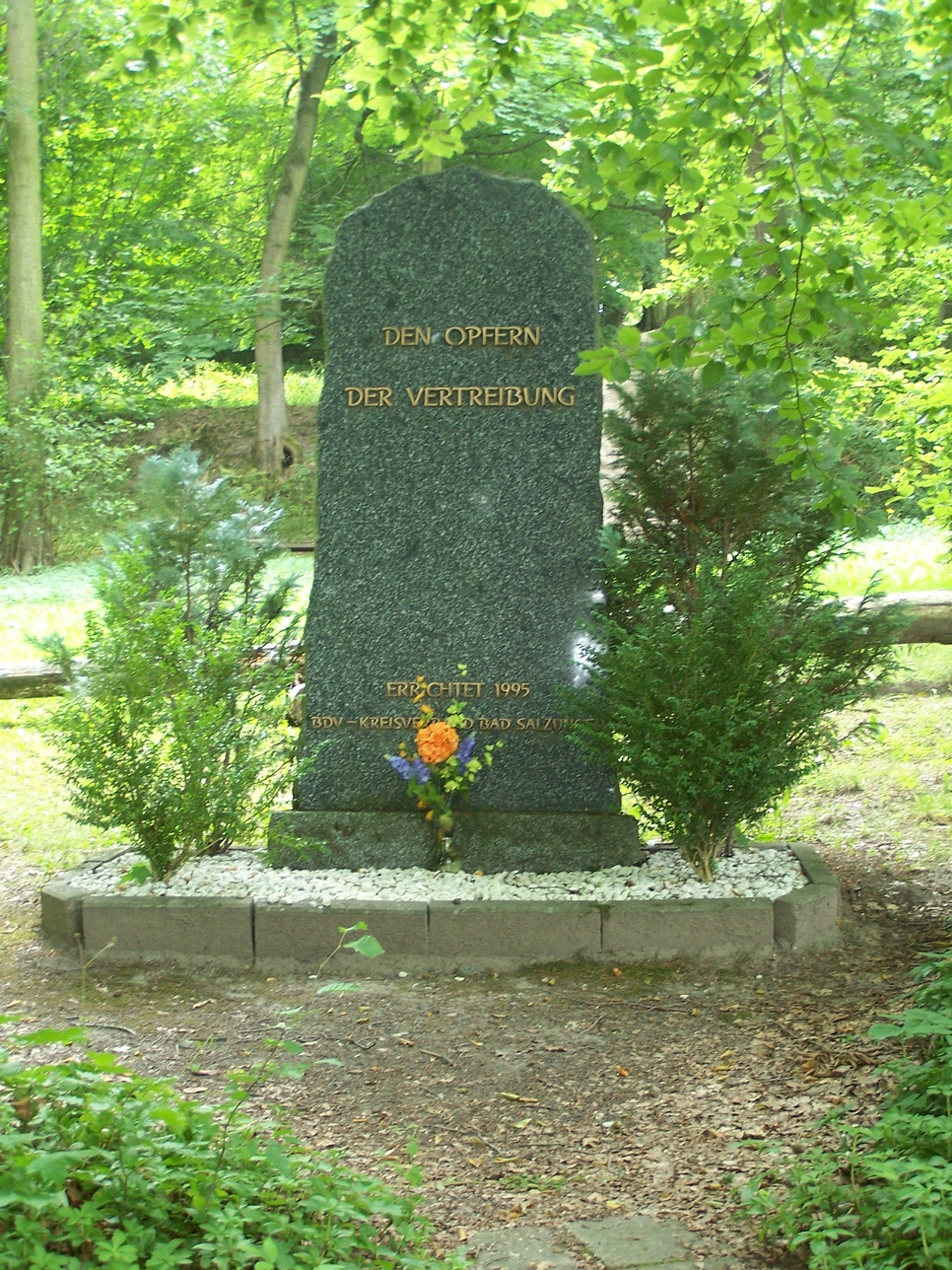
Vertriebenendenkmal
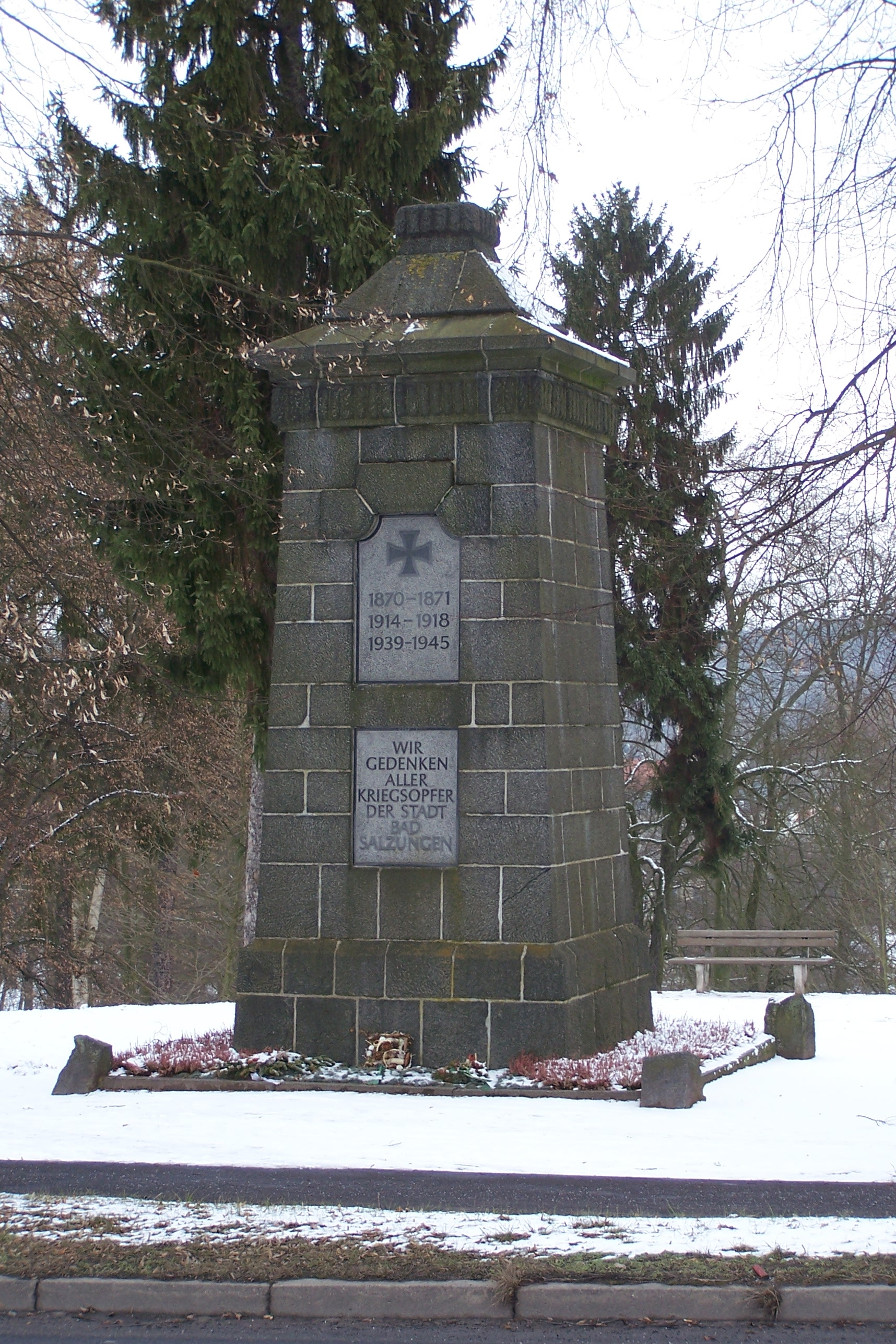
Kriegerdenkmal
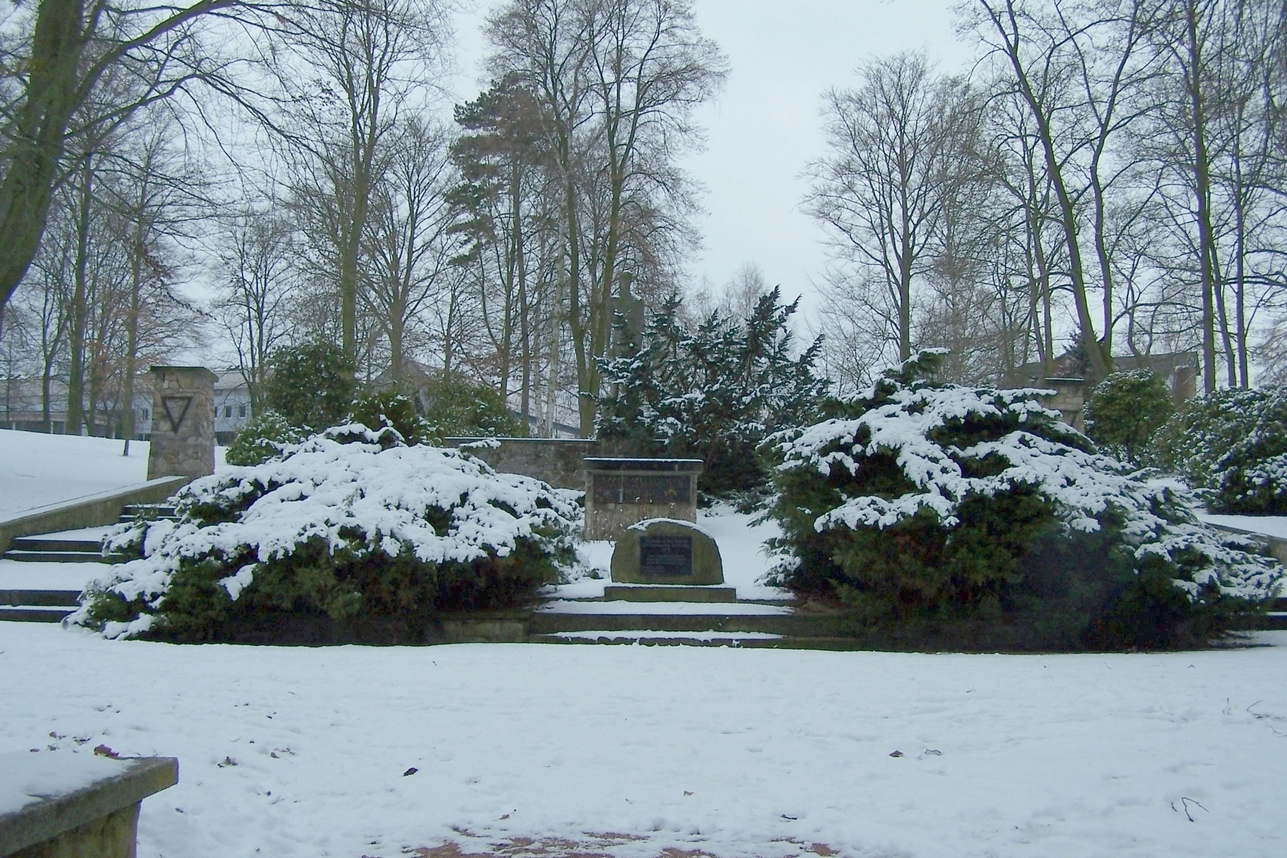
Mahn- und Gedenkstätte für die Opfer des Faschismus
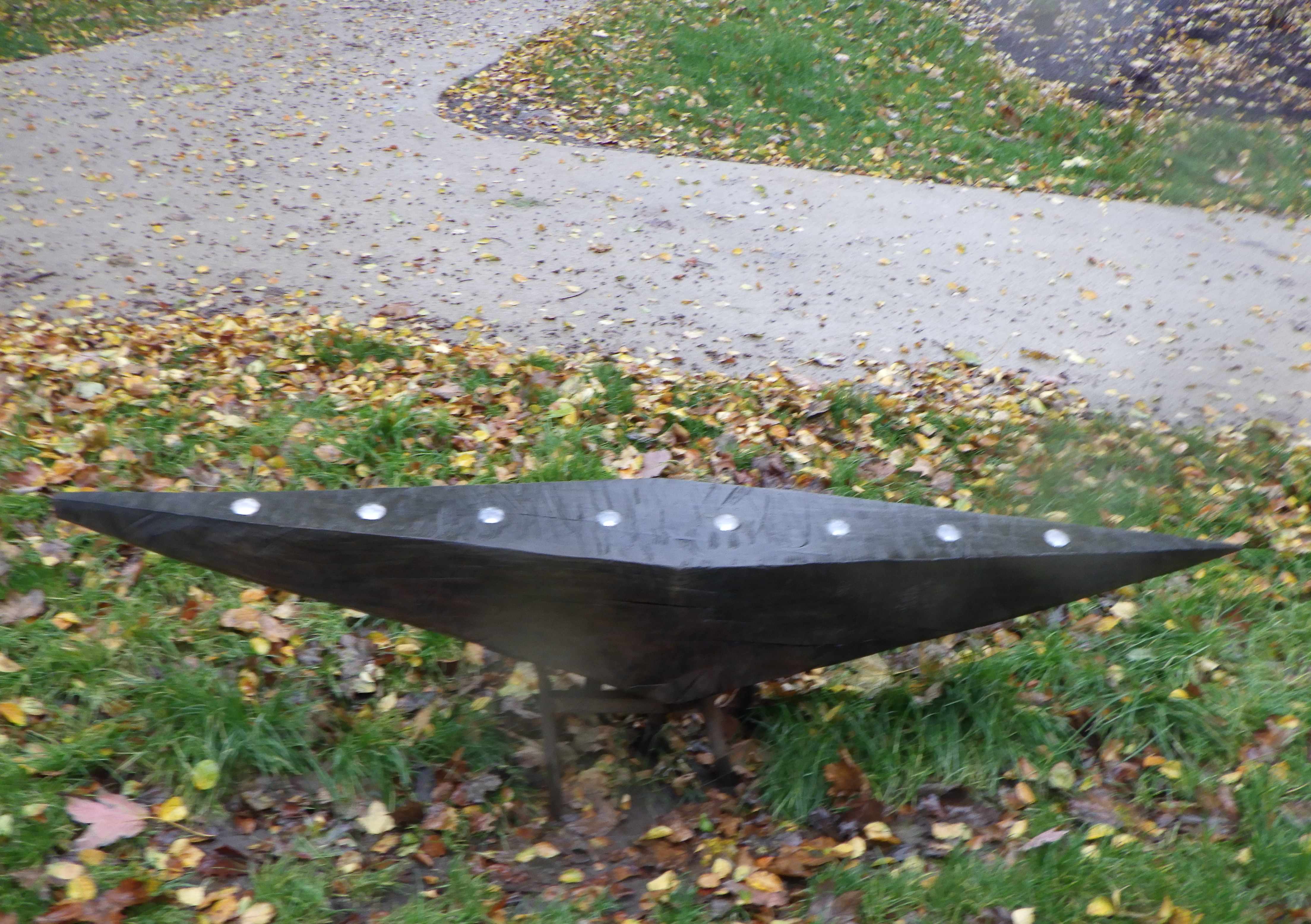
Holzskulptur "Crystal" (2020)